# Jean VIII. de Bourbon, comte de Vendôme
Jean de Bourbon (dt.: Johann von Bourbon; * 1428; † 6. Januar 1478 in Lavardin) war von 1446 bis zu seinem Tod Graf von Vendôme (als Jean VIII.) Er war der einzige Sohn seines Vorgängers Graf Louis I. de Bourbon und dessen zweiter Ehefrau Jeanne de Montfort-Laval († 1468).
Über seinen Vater entstammte Jean dem jüngeren Zweig des Hauses Bourbon, das von königlich-kapetingischer Herkunft war, abstammend von König Ludwig IX. dem Heiligen.

## Leben
Während des Hundertjährigen Krieges gegen England nahm Jean im Gefolge des Bastards von Orléans an den Eroberungen von Rouen (1449) und Bordeaux (1453) teil. Bereits 1451 wurde er nach der Einnahme von Fronsac zu einem Ritter geschlagen. 1458 gehörte er dem königlichen Gerichtshof an, der den Herzog Johann II. von Alençon wegen Majestätsbeleidigung zum Tode verurteilte. Jean repräsentierte die Grafschaft Champagne 1461 bei der Krönung König Ludwigs XI., dem er während des Aufstandes der Ligue du Bien public 1465 treu blieb. Dabei kämpfte er für die Königlichen am 16. Juli desselben Jahres in der Schlacht bei Montlhéry. In den folgenden Jahren war Jean Mitglied des königlichen Gerichtes, das seinen Cousin Jacques d’Armagnac, Herzog von Nemours, zum Tode verurteilte. 1469 gehörte er den französischen Großen an, die in Amboise erfolglos auf eine Wiederaufnahme des Krieges gegen England plädierten. Im selben Jahr wurde Jean in den Michaelsorden aufgenommen, war dabei allerdings kein Gründungsmitglied dieses Ordens.
Jean starb 1478 in Lavardin, nach einem Manuskript der Stiftskirche von Vendôme infolge einer Vergiftung. Er förderte während seines Lebens den Ausbau religiöser Einrichtungen in Vendôme wie zum Beispiel der Kapelle von Saint-Jacques oder die bereits genannte Stiftskirche, in der er auch bestattet wurde. Neu erbauen ließ er die Kirche der Marie Madeleine um 1474.

## Ehe und Nachkommen
Jean VIII. de Bourbon heiratete am 9. September 1454 in Angers Isabelle de Beauvau, Dame de La Roche-sur-Yon († 1475). Sie war eine Tochter des Seneschalls von Anjou, Louis de Beauvau. Die Kinder dieser Ehe waren:
- Jeanne de Bourbon (* 1460; † 1487), Dame von Rochefort
  - ⚭ heiratete 1478 Louis de Joyeuse, Graf von Grandpré († 1498)
- Catherine de Bourbon le Pieuse (* 1462; † nach 1525)
  - ⚭ heiratete 1484 in Paris Gilbert de Chabannes, Baron von Rochefort (Haus Chabannes)
- Jeanne de Bourbon, genannt la Belle (* 1465; † 22. Januar 1511)
  - ⚭ erste Ehe 1487 mit Herzog Jean II. de Bourbon (1426–1488)
  - ⚭ zweite Ehe 1495 mit Jean de La Tour, Graf von Auvergne († 1501)
  - ⚭ dritte Ehe 1503 mit François de la Pause, Baron de la Garde
- Renée de Bourbon (* 1468; † um 1534), Äbtissin von Fontevrault
- François de Bourbon (* 1470; † 1495), Nachfolger als Graf von Vendôme
- Louis de Bourbon (* 1473; † 1520), Fürst von La Roche-sur-Yon, Nachkommen sind die Herzöge von Montpensier
- Charlotte de Bourbon (* 1474; † 1520)
  - ⚭ heiratete 1490 Engelbert von Kleve, Graf von Nevers und Eu († 1506)
- Isabelle de Bourbon (* 1475; † um 1531), Äbtissin von Sainte Trinité in Caen

Weiterhin sind von Johann zwei uneheliche Söhne bekannt:
- Jacques de Vendôme (* 1455; † 1524), legitimiert 1518, Baron von Ligny
- Louis de Vendôme (* ?; † 1510 in Tours), legitimiert 1490, von 1484 bis 1510 Bischof von Avranches